# Pierella glaucolene
Pierella glaucolene är en fjärilsart som beskrevs av Gustav Weymer 1911. Pierella glaucolene ingår i släktet Pierella och familjen praktfjärilar. Inga underarter finns listade i Catalogue of Life.